# Balboa Park (San Diego)
O Balboa Park é um parque cultural urbano de 1 200 acre(s)s (490 ha), localizado em San Diego, Califórnia, Estados Unidos. Além de áreas de espaço aberto, zonas de vegetação natural, cinturões verdes, jardins e trilhas para caminhada, contém museus, vários teatros e o mundialmente famoso zoológico de San Diego. Há também muitas instalações recreativas e várias lojas de presentes e restaurantes dentro dos limites do parque. Colocado em reserva em 1835, o local do parque é um dos mais antigos dos Estados Unidos dedicado ao uso recreativo público. O Balboa Park é gerenciado e mantido pelo Departamento de Parques e Recreação da cidade de San Diego.
Balboa Park sediou a Exposição Panamá-Califórnia de 1915 a 1916 e a Exposição Internacional do Pacífico da Califórnia de 1935 a 1936, sendo que ambos deixaram marcos arquitetônicos. O parque e seus edifícios históricos da Exposição foram declarados Marco Histórico Nacional e Distrito Histórico Nacional em 1977, e colocados no Registro Nacional de Lugares Históricos.

## Atrações do parque
O Balboa Park contém museus, jardins, atrações e locais. Balboa Park tem um teatro de balé localizado em 1800 El Prado, Balboa Park, San Diego, Califórnia.

### Museus
- Centro Cultural de la Raza
- George W. Marston House
- Museu Internacional de Mingei
- Museu de Artes Fotográficas
- Centro de Ciência Reuben H. Fleet
- Museu do Ar e Espaço de San Diego
- Instituto de Arte de San Diego
- Museu Automotivo de San Diego
- Salão dos Campeões de San Diego
- Centro Histórico de San Diego

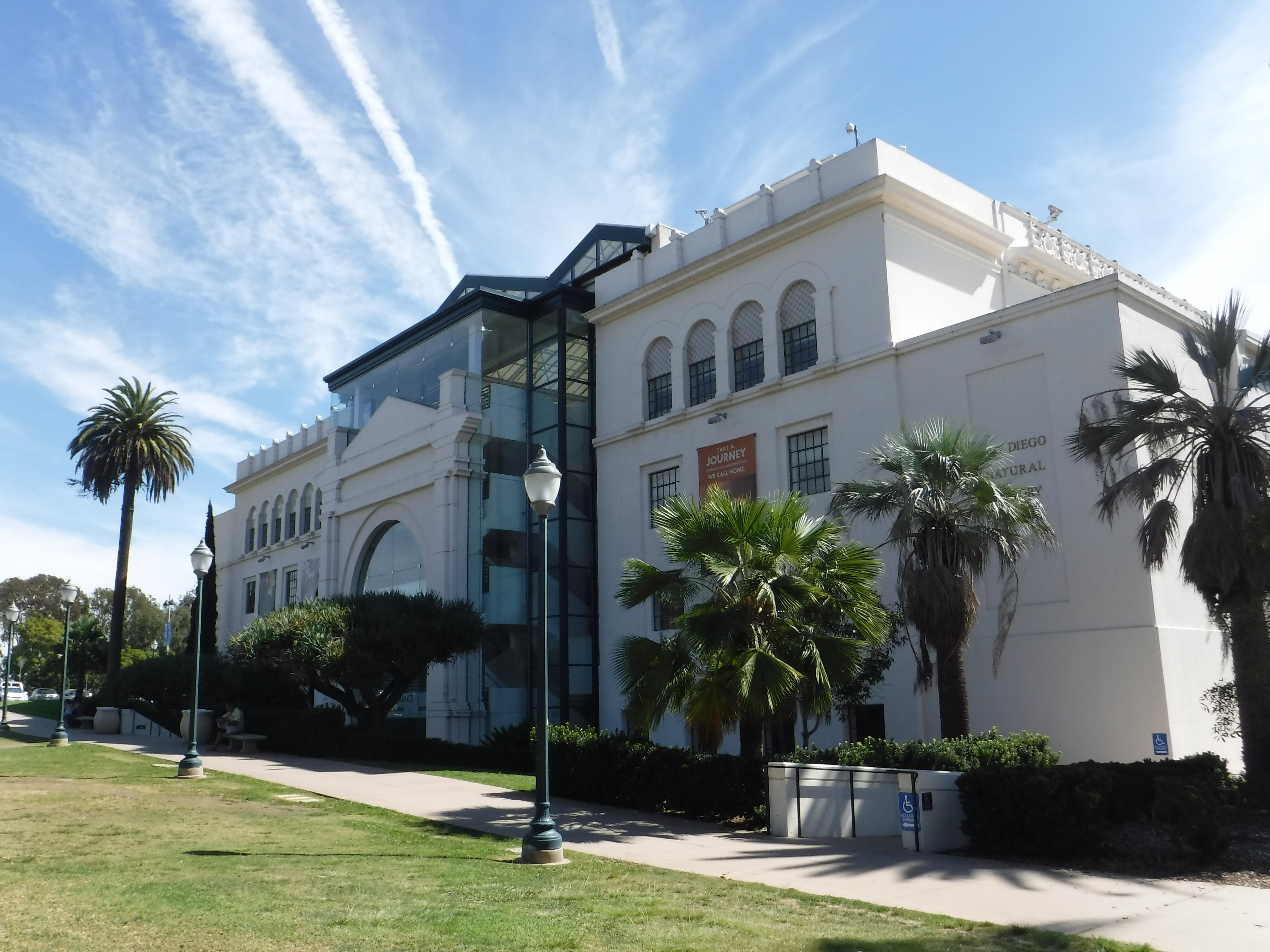
Museu de História Natural de San Diego

- Museu Ferroviário Modelo de San Diego
- Museu de Arte de San Diego
- Museu do Homem de San Diego
- Museu de História Natural de San Diego
- Museu de Arte de Timken
- Museu e Centro Memorial dos Veteranos

### Jardins
- Jardim de Cactos de 1935 (antigo)
- Alcazar Garden
- Jardim Australiano
- Edifício Botânico

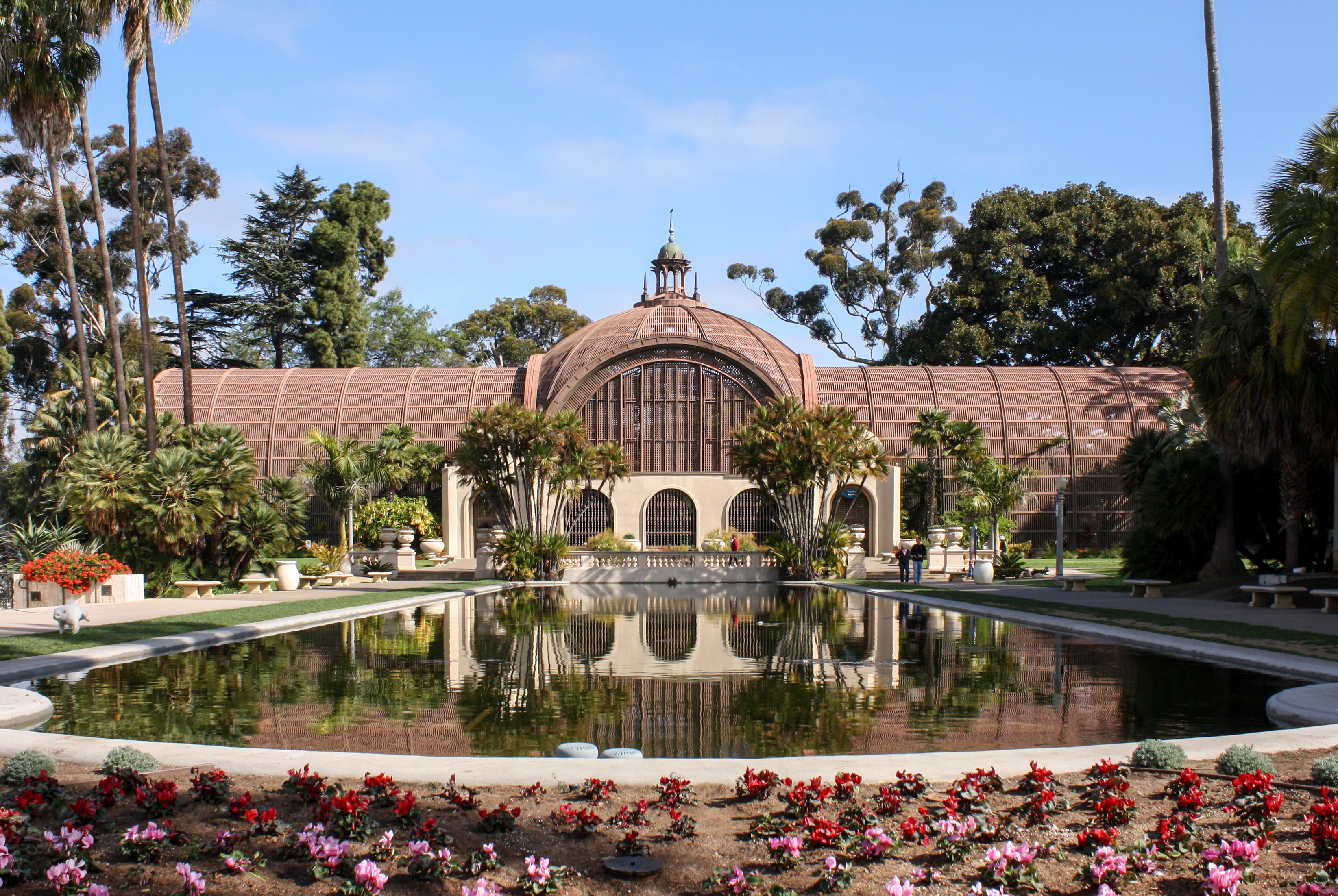
O edifício botânico

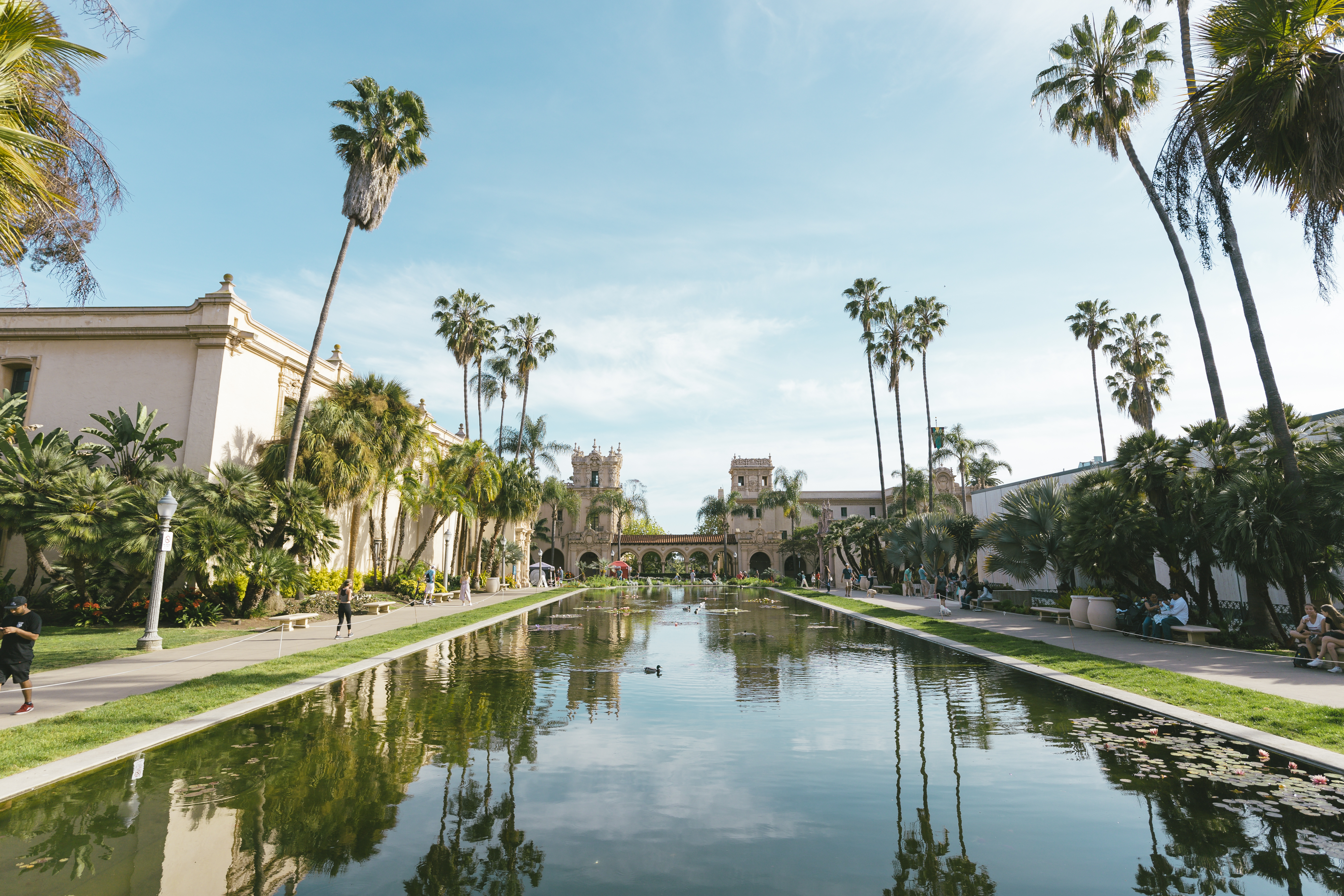
Lily Pond, Balboa Park, San Diego, California

- Jardim de Plantas Nativas da Califórnia
- Jardim Casa del Rey Moro
- Jardim Deserto
- Reserva Natural da Planta do Canyon da Flórida
- Marston House Garden
- George Washington Carver Children's Ethnobotany Garden[5]
- Jardim de Rosas do Memorial de Inez Grant Parker
- Jardim da Amizade Japonês
- Lily Pond
- Palm Canyon
- Árvores para Jardim de Saúde
- Jardim Memorial dos Veteranos
- Jardim Zoro

### Atrações e locais
- Carrossel de Balboa Park

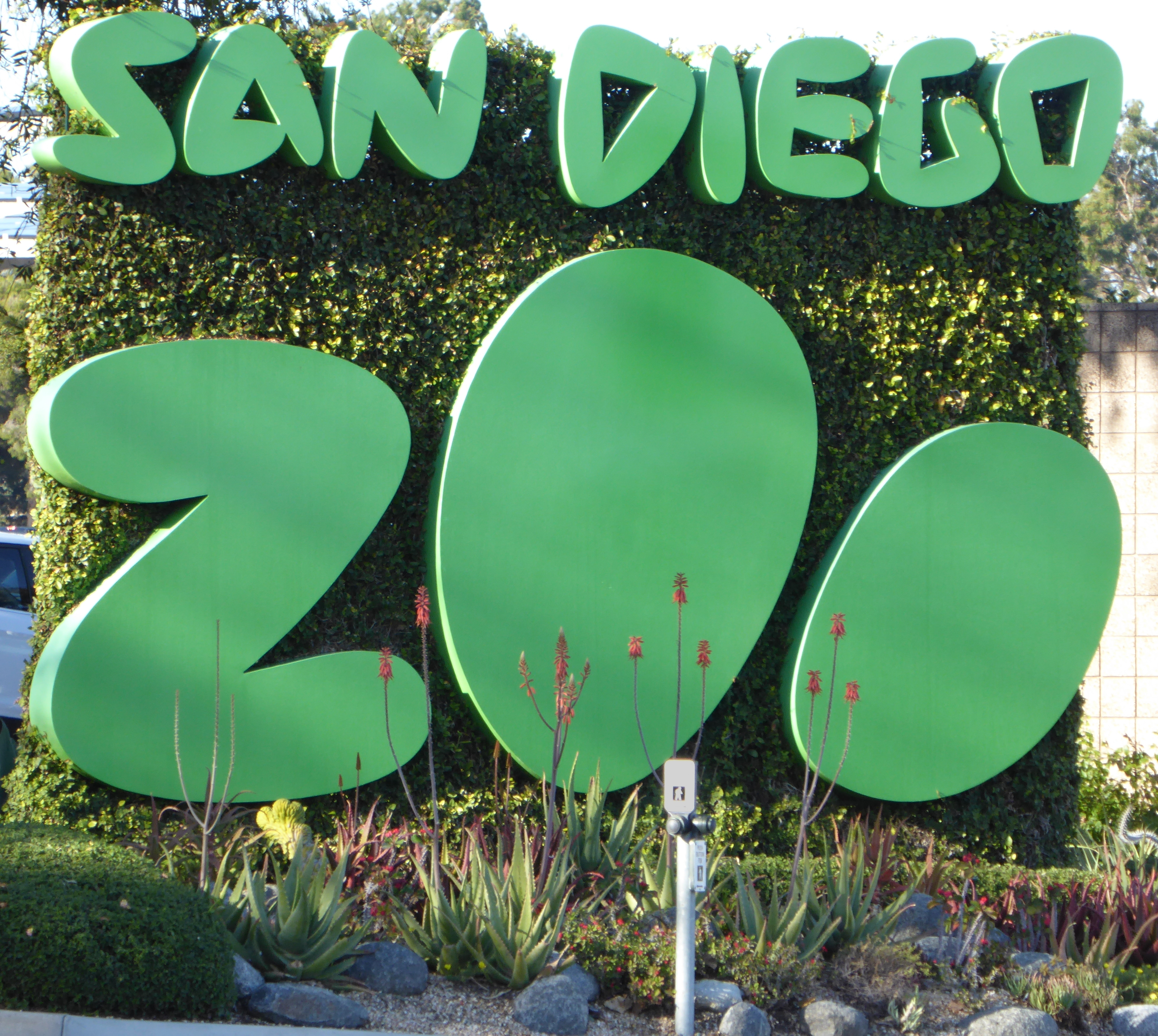
Zoológico de San Diego

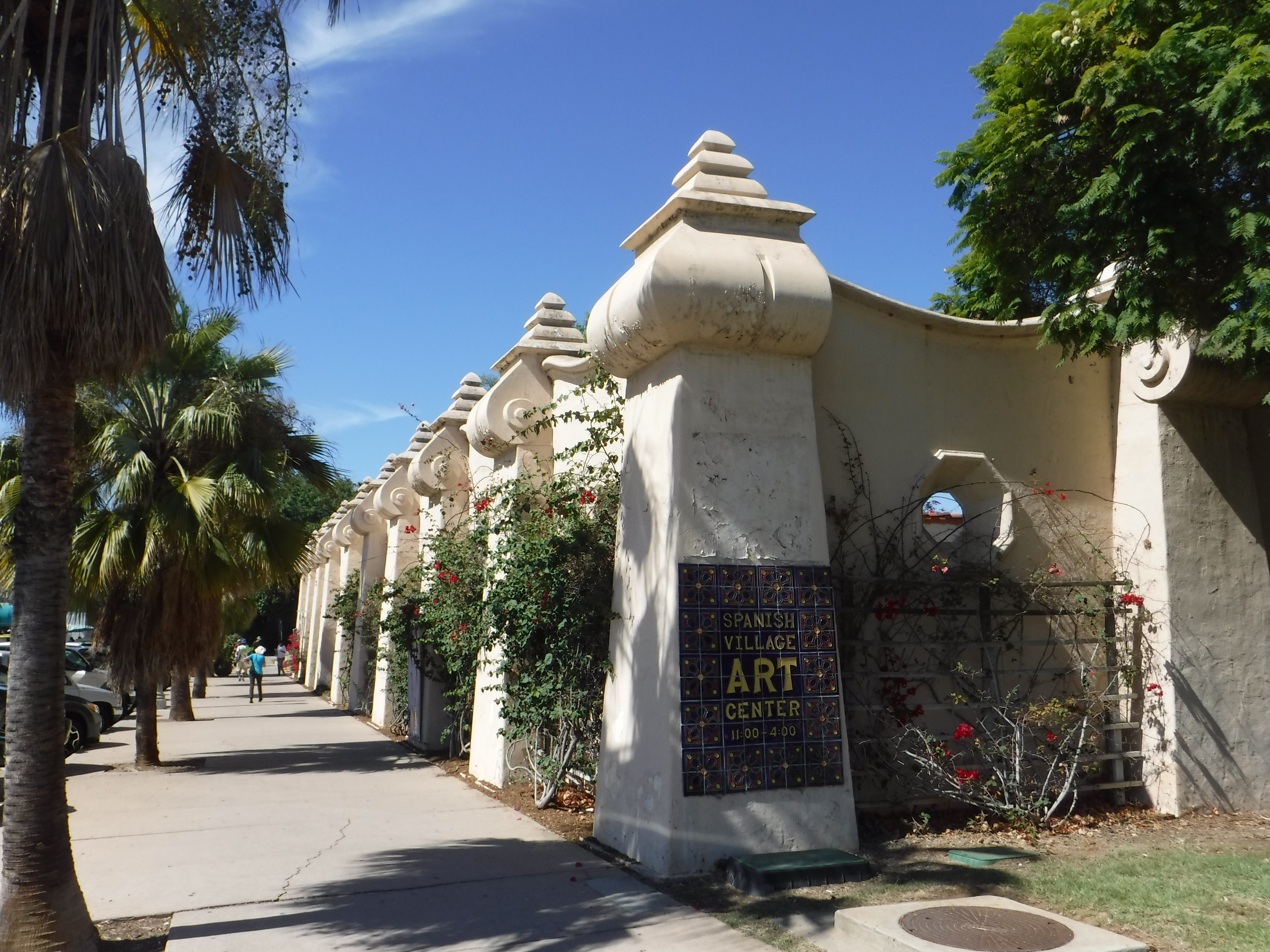
Centro de Arte da Vila Espanhola

- Ferrovia em Miniatura do Balboa Park (calibre de 16 in (406 mm)[6]
- Estádio Balboa
- Casa del Prado (casa de Sinfonia da Juventude de San Diego)
- Electriquettes[7] (carrinhos de vime elétricos de 1915)
- House of Pacific Relations International Cottages
- Marie Hitchcock Puppet Theater
- Teatro do Velho Globo
- San Diego Junior Theatre[8]
- Sociedade de Minerais e Gemas de San Diego
- San Diego Zoo
- Centro de Arte da Vila Espanhola
- Pavilhão de Órgãos de Spreckels
- Starlight Bowl
- WorldBeat Cultural Center

## Geografia

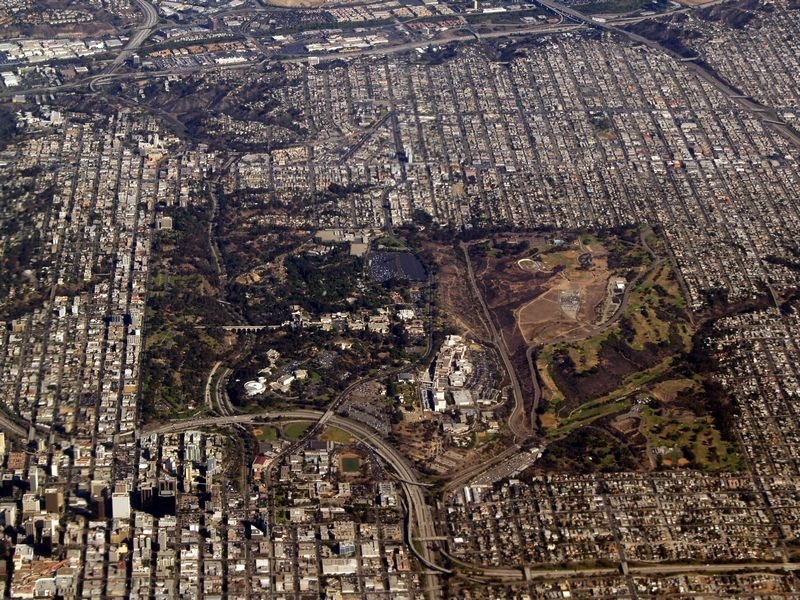
Vista aérea do Balboa Park e Central San Diego

O parque é essencialmente retangular, delimitado pela Sexta Avenida a oeste, Upas Street ao norte, 28th Street ao leste e Russ Boulevard ao sul. O retângulo foi modificado pela adição da área natural de Marston Hills no canto noroeste do parque, enquanto o canto sudoeste do retângulo é ocupado por uma parte do bairro de Cortez Hill, no Ccentro de San Diego e na San Diego High School, ambos dos quais são separados do parque pela Interestadual 5. Também invadindo o perímetro norte do parque está a Roosevelt Middle School.
Dois desfiladeiros norte-sul — Cabrillo Canyon e Florida Canyon — atravessam o parque e o separam em três mesas. A Sixth Avenue Mesa é uma faixa estreita que faz fronteira com a Sixth Avenue, na borda oeste do parque, que oferece áreas de recreação passiva, espaços gramados e bosques de árvores. O Central Mesa é o lar de grande parte das instalações culturais do parque, e inclui acampamentos de escoteiros, o San Diego Zoo, o Prado e o Inspiration Point. East Mesa é o lar de Morley Field e muitas das instalações de recreação ativas no parque.
O parque é atravessado por várias rodovias, que ocupam um total de 111 acres, uma vez designados para parques. Em 1948, a Rota Estadual da Califórnia 163 foi construída através do Canyon Cabrillo e sob a Ponte Cabrillo. Este trecho de estrada, inicialmente chamado de Rodovia de Cabrillo, foi chamado de uma das mais belas vias da América. Uma parte da Interestadual 5 foi construída no parque nos anos 50.
Ao redor do parque estão muitos dos bairros mais antigos de San Diego, incluindo Downtown, Bankers Hill, North Park e Golden Hill.

### Layout do parque

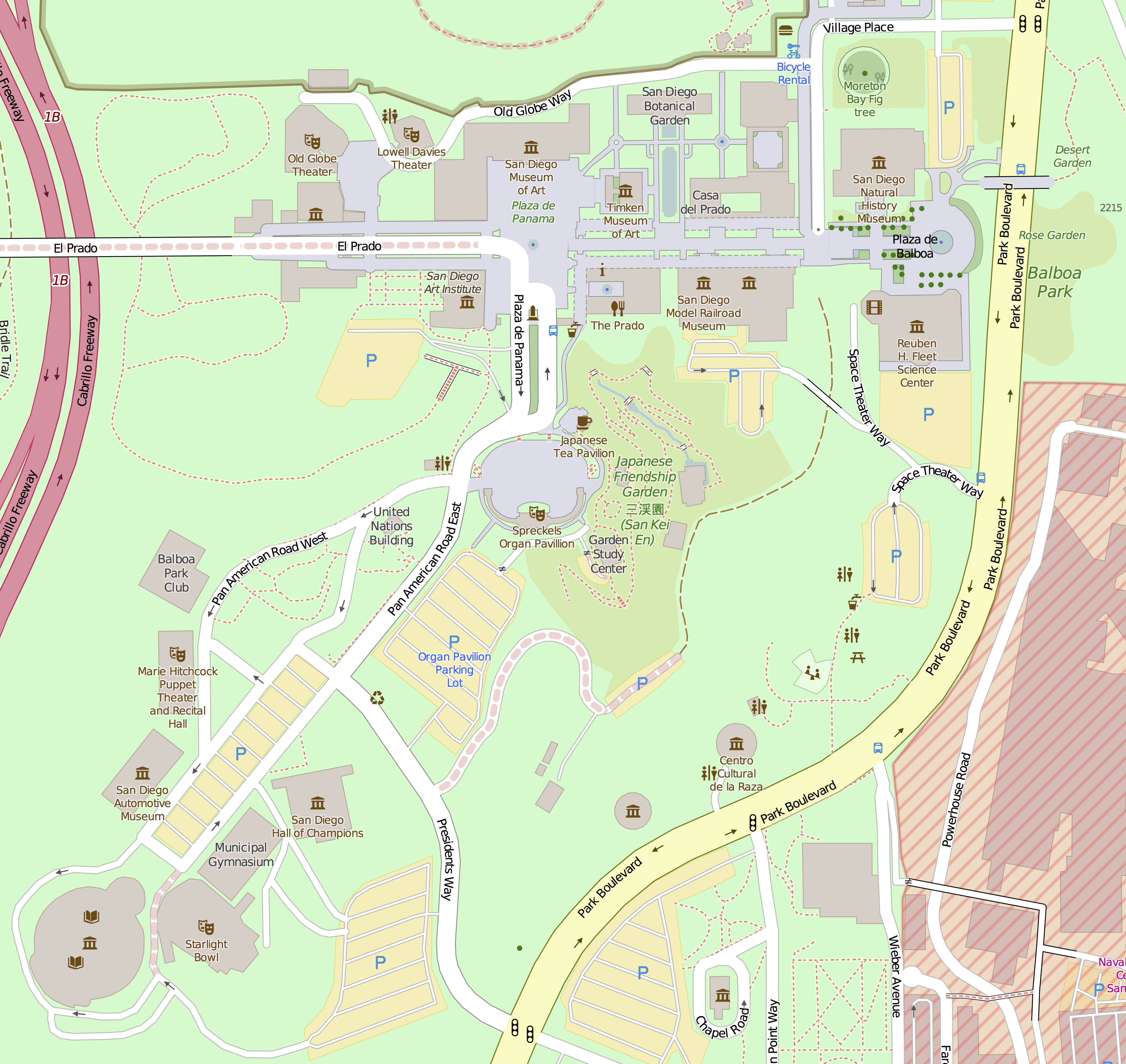
Mapa de museus e instituições culturais do Balboa Park

O Balboa Park é uma atração principal em San Diego e na região. Suas muitas árvores e bosques maduros, e às vezes raros, compreendem uma floresta urbana. Muitas das árvores originais foram plantadas pelo renomado americano arquiteto de paisagem, botânico, plantswoman, e jardineiro Kate Sessions. Um dos primeiros defensores de plantas tolerantes à seca e nativas da Califórnia em projetos de jardins, Sessions estabeleceu um viveiro para propagar e crescer para o parque e o público.
Os jardins do parque incluem o Alcazar Garden, o Edifício Botânico, o Desert Cactus Garden, o Casa del Rey Moro, o Inez Grant Parker Memorial Rose Garden, o Japanese Friendship Garden, o Bird Park, o George W. Marston House and Gardens, o Palm Canyon e o Zoro Garden.
A entrada principal do parque é pela Ponte Cabrillo e pelo Quadrilátero da Califórnia. Atualmente, essa entrada é uma estrada de duas faixas que fornece acesso de veículos ao parque. Um plano para desviar o tráfego de veículos para o sul do Quadrilátero da Califórnia, de modo a restaurá-lo como um passeio exclusivo para pedestres, foi abandonado após desafios legais mas foi reaprovado após os desafios legais falharem e está programado para ser concluído em 2019.

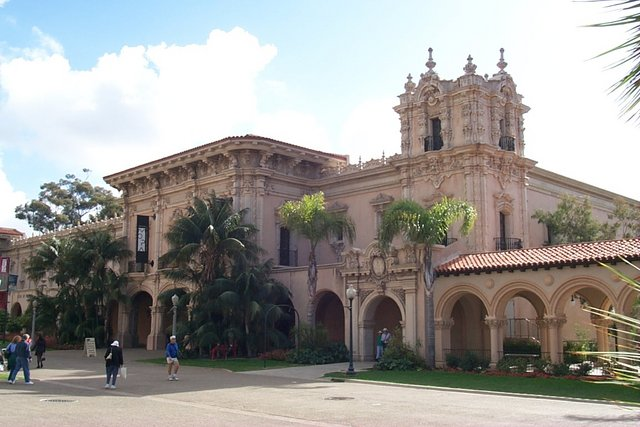
A 'Casa de Balboa' em El Prado

El Prado, um longo e amplo passeio e avenida, atravessa o centro do parque. A maioria dos edifícios que revestem esta rua tem o estilo de arquitetura espanhola colonial, uma mistura ricamente ornamentada da arquitetura espanhola européia e a arquitetura colonial espanhola da Nova Espanha - México.  Ao longo desta avenida, existem muitos museus e atrações culturais do parque, incluindo o Museu do Homem de San Diego, o Museu de Arte de San Diego, o Museu de Artes Fotográficas, o Instituto de Arte de San Diego, o Museu Ferroviário Modelo de San Diego, o San Diego Museu de História Natural, Centro de História de San Diego, Centro de Ciência Reuben H. Fleet e Museu de Arte Timken. Outras características ao longo de El Prado incluem o Reflection Pond, o Edifício Botânico com treliça e a Fonte Bea Evenson. Ao lado do passeio são o Museu Aéreo e Espacial de San Diego e o Museu Automotivo de San Diego.